# Roitzschwiese

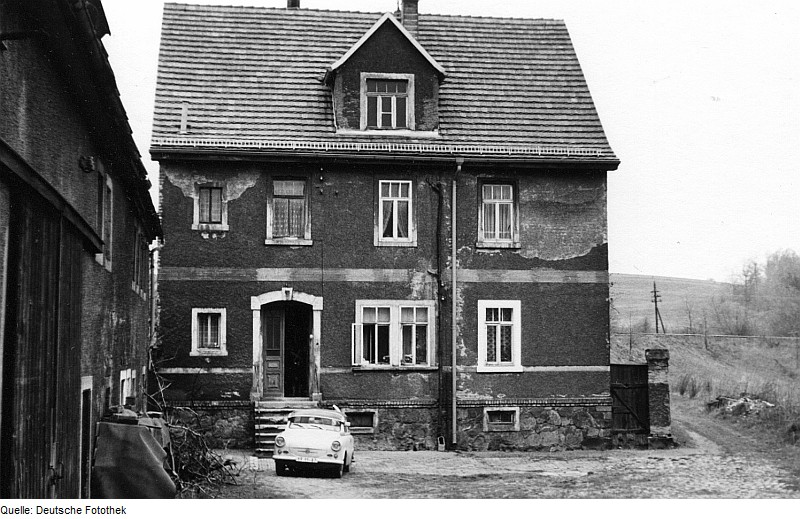
Wohngebäude der Korkmühle an der Roitzschwiese, 1980

Roitzschwiese ist eine ursprünglich eigenständige, heute zum Ortsteil Roitzschen gehörende Siedlung in der Gemeinde Klipphausen im Landkreis Meißen, Sachsen.

## Geographie
Roitzschwiese liegt im Tal der Triebisch oberhalb von Meißen im Osten der Gemarkung Roitzschen. Das Dorf ist mit Roitzschen, dessen Ortskern nur reichlich 100 Meter westlich liegt, baulich zusammengewachsen. Roitzschwiese bildet gemeinsam mit Roitzschen unter dessen Namen einen Ortsteil der Gemeinde Klipphausen. Die Häuslerzeile Roitzschwiese befindet sich entlang der gleichnamigen Straße zwischen einem Mühlgraben und der Triebisch. Nächster Ort in östlicher Richtung ist Sönitz, nördlich benachbart liegt Robschütz.

## Geschichte
Die Bezeichnung „Roitzschwiese“ fand 1791 und 1800 Erwähnung als Flurname, der sich auf den Ortsnamen Roitzschen bezieht. Im Jahr 1822 ist auch die Schreibweise „Rötzschwiese“ in Gebrauch, 1840 dann „Roetzschwiese“. In der ersten Hälfte des 19. Jahrhunderts entstand auf der Roitzschwiese eine Häusergruppe, in der sich Arbeiter in nächster Nähe zu den Roitzschener Gutshöfen ansiedelten.
Die Flur um die Roitzschwiese auf der orografisch rechten Seite der Triebisch gehörte seit jeher zu Robschütz. Wie sein wesentlich näherer Nachbarort Roitzschen war Roitzschwiese jedoch 1840 nach Krögis gepfarrt. Die Nähe zu Roitzschen und das Fehlen einer direkten Verbindung nach Robschütz gaben dann den Ausschlag für eine Umgliederung. Im Jahr 1925 wurde Roitzschwiese aus der Landgemeinde Robschütz aus- und nach Roitzschen eingegliedert. Fünf Jahre später schloss sich Roitzschwiese der Kirchgemeinde Miltitz an, der Roitzschen bereits seit 1899 angehört hatte. 
Als Teil von Roitzschen kam Roitzschwiese 1935 durch Eingemeindung an Miltitz, das sich wiederum mit Burkhardswalde-Munzig und Garsebach am 1. März 1994 zur neuen Gemeinde Triebischtal zusammenschloss. Seit dem 1. Juli 2012 gehört die Roitzschwiese zur Gemeinde Klipphausen.
Am Rand der Roitzschwiese stand die im 19. Jahrhundert als Roitzschmühle bezeichnete Korkmühle. Ursprünglich war sie eine mit Wasserkraft betriebene Getreide- und Ölmühle. Seit 1904 stellte sie zunächst aus Sägespänen, später aus Kork Einstreu zum Auskleiden von Backformen her. Nach 1945 erzeugte die Mühle aus Phyllit Schiefermehl, das für die Herstellung von Dachpappe und Elektroden Verwendung fand. Der Betrieb wurde 1970 eingestellt. Erhalten blieb nur das Wohngebäude.